# Głębia (serial animowany)
Głębia (org. The Deep) – kanadyjsko-australijski serial animowany. Adaptacja komiksu Toma Taylora i Jamesa Brouvera.

## Treść
Treścą serialu są przygody  ekscentrycznej rodziny Nektonów, która na pokładzie technologicznie zaawansowanej łodzi podwodnej „Aronax” przemierza niezbadane rejony oceanów, poznając ich fascynujące tajemnice.

## Postacie

### Rodzina Nektonów
- Will Nekton (głos: Michael Dobson): ojciec
- Kaiko Nekton (Kathleen Barr): mama
- Antaeus (Ant) Nekton (Vincent Tong): syn
- Fontaine Nekton (Ashleigh Ball): córka
- Jeffrey – rybka, zwierzątko domowe Anta

### Sprzymierzeńcy
- Profesor Fiction (James Higuchi): naukowiec
- Agnes De-Kretser (Saffron Henderson): archeolog
- Bob Gorman (Michael Kopsa): bliski przyjaciel
- Jess Gorman (Shannon Chan-Kent): córka Boba Gormana, koleżanka Fontaine
- Lester (Ian James Corlett): mechanik pracujący dla profesora Fictiona
- Griffin (Cole Howard): syn Lestera, kolega Anta.
- Komandor Pyrosome (Nicole Oliver): dowódczyni Straży Oceanicznej
- Kenji (Lee Tockar): Japończyk mieszkający samotnie na wyspie

### Wrogowie
- Kapitan Hammerhead (Michael Dobson): kapitan pirackiego statku podwodnego Czarnej Orki
- Smiling Finn (Samuel Vincent): syn kapitana Hammerheada. Zakochany w Fontaine.
- Mad Madeline (Kazumi Evans): córka kapitana Hammerheada
- Danny Boy (Brian Drummond): pirat